# Hrvatska ženska kadetska košarkaška reprezentacija
Hrvatska ženska kadetska košarkaška reprezentacija  predstavlja Hrvatsku u međunarodnim natjecanjima u ženskoj košarci u kadetskoj kategoriji, starosne dobi između četrnaest i šesnaest godina. Pod vodstvom je Hrvatskoga košarkaškoga saveza.
Osvajačica je dviju bronci (2001. i 2022.) i srebra (2010.) u višoj, Diviziji A te srebra (2009.) i bronce (2019.) u nižoj, Diviziji B na Europskim kadetskim prvenstvima, na kojima redovito nastupa od 1993.

## Sastavi
- 2022., EP (nepotpun): Lena Bilić ↓1, Petra Božan ↓1, Ella Majstorović, Gina Nikola Pirjak, Zara Valčić... 
 Trenerica: Tatjana Jacović
- 2021.: Lucija Banović, Lucija Begonja, Lana Bešlić, Petra Božan, Petra Brtan, Franka Čuklin, Laura Jakelić, Tonka Jakšić, Tara Kokolić, Ema Majstorović, Kristina Maričević, Iva Međugorac, Lucija Milković, Nina Novak, Lucija Papić, Marija Smiljanić, Karolina Škare, Zara Valčić. 
 Trener: Željko Ciglar
- 2010., EP (nepotpun): Ružica Džankić, Lana Pačkovski ↓1, Ivana Tikvić...
- 1997, EP (nepotpun): Dea Klein-Šumanovac...

Bilješke
↑1  Izabrane u najbolju petorku prvenstva.

## Vanjske poveznice
- Hrvatske košarkaške reprezentacije na stranicama Hrvatskoga košarkaškoga saveza